# Ксения Пайчин
Ксения Пайчин (на сръбски: Ксенија Пајчин или Xenija Pajcin) е сръбска поп и турбофолк певица, козметичка, модна дизайнерка и фотомодел.

## Биография
Кариерата си започва, като танцьорка в дискотека. След това става член на сръбската музикална група „The Duck“. С хита „Дачо, волим те“ групата става популярна из младежите. По-късно Ксения започва самостоятелна музикална кариера. Едни от най-известните ѝ песни са „Вещица“ и „Скорпия“. Имала е няколко концерта в България. Неин приятел е бившият манекен Филип Каписода. Убита е с куршум в главата от Филип, който също се е самоубил.

## Албуми
- 1997 – Too hot to handle
- 2001 – Extreme
- 2004 – Сигурна
- 2006 – The best of

## Сингли
- 2007 – „Вештица“
- 2008 – „Хајде сестро“ дует с Индира Радич
- 2008 – „Пица“
- 2009 – „Супица“ дует с Даниел Алибабич
- 2009 – „Фарса“
- 2009 – „Брка“